# حزب توسعه افغانستان
حزب توسعه افغانستان یک حزب تازه تأسیس در افغانستان می‌باشد که در ۲۰ حمل ۱۳۹۶ با شماره ۴۱ به‌طور رسمی در وزارت عدلیه افغانستان ثبت شد. رهبری حزب توسعه افغانستان را مهدی حسنی به عهده دارد. اسم اول این حزب، حزب گذار و توسعه افغانستان بود که به درخواست وزیر عدلیه افغانستان به حزب توسعه افغانستان تغییر نام یافت.

## خط فکری حزب توسعه
تلاش در راستای نظام‌سازی، حاکمیت قانون، حکومت‌داری، آزادی‌ها و تأمین حقوق اتباع، تأمین امنیت نسبی و تحکیم وحدت برای توسعه افغانستان و آسودگی مردم. گذار از قوم‌گرایی به شهروند محوری، از احساسات به عقلانیت، از تقابل به تفاهم، از نفاق به وفاق و از انحصار به مشارکت و باور جمعی.